# Ouratea gigantophylla
Ouratea gigantophylla là một loài thực vật có hoa trong họ Ochnaceae. Loài này được (Erhard) Engl. mô tả khoa học đầu tiên năm 1876.